# Fachruddín ar-Rází
Fachruddín ar-Rází (persky فخر الدين رازي‎; 26. ledna 1150 - 29. března 1210), v islámském světě známý i pod přezdívkou sultán teologů, byl perský polyhistor a islámský učenec. Věnoval se otázkám z oblastí medicíny, chemie, fyziky, astronomie, kosmologie, literatury, teologie, ontologie, filozofie, logiky, historie a práva. Odmítl geocentrický model a aristotelovské představy o jediném vesmíru točícím se kolem jedné Země a naopak předpokládal existenci vesmíru sahajícího mimo hranice nám známého světa.
Ar-Rází se narodil ve městě Rej v Íránu a zemřel v Herátu v Afghánistánu. Zanechal velmi bohatý soubor filozofických a teologických děl, který odhaluje vliv prací Avicenny, al-Bagdádího a al-Ghazálího. Za jeho nejdůležitější práce bývají považovány knihy Východní studia o metafyzice a fyzice a Vyšší otázky.